# Чучупак Олекса Степанович
Оле́кса Степа́нович Чучупа́к, (після 1894, Мельники, Чигиринський повіт, Київська губернія, Російська імперія — 1921, ?) — український і російський суспільний і військовий діяч часів УНР, отаман Холодного Яру. Один з засновників військової організації на Черкащині, в історичній місцевості Холодний Яр.

## Життєпис
Олекса Степанович Чучупак народився у селі Мельники у родині приписних козаків Чигиринського повіту Київської губернії Російської імперії.
Батьки Олекси Степан Георгійович Чучупак (у деяких джерелах — Чучупака) та Оксана Сидорівна Лівицька мали 5 синів: Петра, Ореста, Василя, Олексу та Дем'яна. Троє з них (Василь, Петро та Олекса) стали повстанськими отаманами.
Орест загинув на Першій світовій війні 1915 р. під Краковом.
Дем'ян (5. 10. 1902 р. — 1992 р. Рівне)- козак полку гайдамаків Холодного Яру.
Олекса молодший брат Петра.
Після закінчення школи працював вчителем в с. Рацевому на Чигиринщині.
Брав участь у Першій світовій війні, солдат Російської Імператорської Армії.
Служив у Петрограді, брав участь у Лютневій революції.
1917 року повернувся у Мельники. Працював вчителем в рідному селі.
На прохання ігумені Мотронинського монастиря в 1917 р. (1918 р.?) створив і очолив монастирську охорону із 22 чоловік — першу українську військову організацію в Холодному Яру нової доби. Після поразки в бою з німецькою частиною, односельчани звернулися до Василя Чучупака, щоб він став отаманом. Незабаром відділ самооборони переріс у полк гайдамаків Холодного Яру, який від лютого 1919 року активно виступив на підтримку органів влади Української Республіки в Києві, Директорії.
У 1919 — 1920-му роках разом зі старшими братами брав участь у бойових діях в регіоні у складі полку гайдамаків Холодного Яру.
Успішно воював проти військ Денікіна та РСЧА.
Організаційно полк підпорядковувався отаману Херсонщини і Катеринославщини Андрію Гулому-Гуленку.
У лютому 1920 року полк гайдамаків Холодного Яру співдіяв з Армією УНР, яка здійснювала Перший зимовий похід.
У 1920 — 1921 роках — учасник визвольних змагань, повстанський отаман Холодного яру.
Брати Чучупаки користувалися надзвичайним авторитетом серед населення, на території Черкащини, що найдовше протрималася вільною від окупації більшовиків. Для нейтралізації українського руху, ЧК розробило спецоперацію по ліквідації повстанських отаманів.
Після того, як 12 квітня 1920 року, внаслідок операції ЧК, Василь Чучупак був вбитий, а Петро Чучупак — заарештований та згодом розстріляний, Олекса Чучупак діяв самостійно, як отаман Холодного Яру.
З червня 1921 року — заступник начальника Холодноярського окружного штабу Івана Петренка
У зв'язку з неможливістю перемогти бунтівних отаманів Холодного Яру у відкритому бою, представниками ЧК було розроблено ряд спеціальних заходів, спрямованих на нейтралізацію українського антирадянського повстанського руху.
Одним з цих заходів була так звана «амністія», яку обіцяли тим повстанцям, які здадуться добровільно. Перехід відбувся в с. Жаботин 4-го (в інших документах 7-го) серпня 1921 року. Окрім Олекси Чучупака, піддалися на «амністію»: Іван Петренко, отамани Іван Деркач, Василенко, Семен Чучупак, Товкаченко (Товкач), Темний, Литвиненко, Пинченко і ще більш 20 отаманів і 76 чоловік охорони, зокрема Пономаренко, Віслоух, Бих і Литвиненко. Після цього «амністовані» отамани звернулися з листом до Хмари, Загороднього, Залізняка та інших із закликом до припинення боротьби та «переходу на бік радянської влади», тобто здачу на милість тодішнього керівництва Української Республіки.
Судячи за все радянські керівники з самого початку планували ліквідацію амністованих отаманів, але не наважувались це зробити аж до листопаду, коли вже заходились ліквідовувати не тільки отаманів, а й увесь повстанський, «підозрілий» і співчутливий елемент у районі Холодного Яру.
Подальша доля Олекси невідома. Ймовірно розстріляний співробітникам ЧК Української Республіки наприкінці 1921 року.

## Вшанування пам'яті
- В Черкасах існує вулиця Братів Чучупаків.
- В його рідному селі Мельники є Вулиця Братів Чучупаків.
- У 2003 році в центрі цього ж села відкрито пам'ятний знак «Героям Холодного Яру».